# Kreuzschalter

Schaltzeichen Kreuzschalter

Ausführliche Darstellung

Ein Kreuzschalter (auch Polwender genannt) ist ein Schalter mit vier elektrischen Anschlüssen. Zwei davon sind jeweils verbunden, bei Betätigung werden die Verbindungen vertauscht.
Als Modell können zwei Wechselschalter verwendet werden, die spiegelverkehrt parallelgeschaltet sind und gleichzeitig betätigt werden.

## Verwendung
- Für Kreuzschaltungen: Damit kann man zum Beispiel in einem großen Raum mit mehreren Türen das Licht von jedem Schalter aus ein- und ausschalten. Kreuzschalter werden in diesem Fall verwendet, wenn der Verbraucher von mehr als zwei Stellen geschaltet werden soll. Am Anfang und am Ende befindet sich je ein Wechselschalter und dazwischen beliebig viele Kreuzschalter. Diese vertauschen bei Betätigung die korrespondierenden Drähte. Soll ein Verbraucher von mehr als drei Stellen geschaltet werden, ist oft, abhängig von der Leitungsstruktur, eine Schaltung aus Tastern und Stromstoßschalter wirtschaftlicher. Hier genügen zwei Leiter pro Taster, der Kreuzschalter benötigt vier Leiter. In diesem Anwendungsfall ist höchstens einer der beiden Wechselschalter von Strom durchflossen.
- Als Polwender: In einem Gleichstromkreis kann ein Kreuzschalter eingesetzt werden, um die Drehrichtung eines Motors umzuschalten. In diesem Fall wird der Kreuzschalter zwischen Spannungsquelle und Verbraucher eingesetzt. Durch Betätigen des Schalters wird die Verbindung zu Pluspol und Minuspol vertauscht und somit die Stromrichtung umgekehrt. In diesem Anwendungsfall sind beide Wechselschalter von Strom durchflossen. Hierbei ist es wichtig, dass die Schaltvorgänge nicht brückend sind, indem die Öffner-Kontakte voreilen oder die Schließer-Kontakte nacheilen.